# Abraxas odersfeltia
Abraxas odersfeltia là một loài bướm đêm trong họ Geometridae.